# Jack Gelineau
John Edward „Jack“ Gelineau (* 11. November 1924 in Toronto, Ontario; † 15. November 1998) war ein kanadischer Eishockeytorwart, der während seiner aktiven Karriere für die Boston Bruins und Chicago Black Hawks in der National Hockey League auf der Position des Torwarts spielte.

## Karriere
Jack Gelineau begann seine professionelle Karriere 1948 bei den Boston Bruins in der National Hockey League und erhielt in seinen ersten drei Einsätzen in der Saison 1948/49 zwölf Gegentore. Bereits ein Jahr später lief er als Stammtorhüter der Bruins auf und wies zum Saisonende mit der Mannschaft eine negative Gesamtbilanz auf, als die Play-offs verpasst wurden. Zum Saisonende wurde er dennoch mit der Calder Memorial Trophy als besten Rookie geehrt. Ein Jahr später verbesserten sich seine Resultate und die des Teams und Gelineau erreichte mit Boston erstmals die Play-offs. In der ersten Runde folgte nach fünf Spielen gegen die Toronto Maple Leafs das Ausscheiden aus dem Wettbewerb. 1951 ging er zu den Québec Aces, für die er bis 1955 in der QSHL und QHL auflief und dazwischen zwei NHL-Spiele für die Chicago Blackhawks bestritt, in denen er neun Gegentore erhielt und wieder zu den Aces zurückgestuft wurde.

## Erfolge und Auszeichnungen
- 1950 Calder Memorial Trophy